# Далас Робъртс
Далас Марк Робъртс (на английски: Dallas Roberts, роден на 10 май 1970) е американски филмов и театрален актьор. Най-известен е с ролята си на Ангъс Партридж в канадско-американския драматичен сериал „Ел Връзки“.

## Биография
Робъртс е роден в Хюстън, Тексас. Завършил е известната школа по актьорско майсторство Джулиард, а след това започва кариера в различни некомерсиални театрални постановки. Извън Бродуей е играл в „Burn This“ на Ланфорд Уилсън, заедно с Едуард Нортън и Катрин Кийнър; в „Nocturne“ на Адам Рап, за което е номиниран за награда Drama Desk; и в A Number на Карил Чърчил, заедно със Сам Шепърд и Арлис Хауърд. Очакваният му дебют на Бродуей е в пиесата на Тенеси Уилямс „Стъклената менажерия“, заедно с Джесика Ланг и Джош Лукас, но по време на репетициите е сменен от Крисчън Слейтър.
Сред най-известните филми, в които е играл Робъртс са „Дом накрая на света“ с Колин Фарел и Робин Райт Пен, „Да преминеш границата“ с Хоакин Финикс и Рийз Уидърспуун, и „The Notorious Bettie Page“ с Гретчен Мол и Лили Тейлър.
Робъртс е женен за сценографката Кристин Джоунс, с която имат двама сина.